# Io e la mamma (serie televisiva)
Io e la mamma è una sitcom italiana, composta da 40 episodi e prodotta da Mediaset tra il 1997 e il 1998, trasmessa in prima TV da Canale 5 la domenica alle 18:10, a partire dal 12 gennaio 1997.
La serie segnò il ritorno sulla scena televisiva di Delia Scala dopo diversi anni di assenza, nonché la sua ultima apparizione, e l'esordio come attore del conduttore Gerry Scotti e di Jacopo Sarno.

## Trama
La sitcom narra le vicende della famiglia di Gigi (Gerry Scotti), un tipico quarantenne italiano che vive ancora con la madre Delia (Delia Scala). La famiglia è composta anche da Elena (Gea Lionello), sorella di Gigi, la classica ragazza madre in carriera che, presa dagli impegni quotidiani, diventa sempre più sbadata, e da Paolino (Jacopo Sarno), figlio di Elena, che, come succede in tutte le famiglie italiane, viene affidato ogni sera alla nonna (e allo zio). Altro personaggio chiave della sitcom è il ragionier Barozzi (Enzo Garinei), un vicino di casa invaghito di mamma Delia.
Di questa serie lo spin off è la più nota e longeva Finalmente soli, sitcom in onda sempre sulle reti Mediaset dal 19 settembre 1999 e avente come unico protagonista in comune Gigi (Gerry Scotti), che in questa nuova serie ha invece finalmente trovato l'amore.

## Collocazione in palinsesto
La sitcom andava in onda nell'intervallo del varietà della domenica pomeriggio di Canale 5 Buona Domenica, alle 18.10, alternandosi così durante le stagioni televisive 1996/1997 e 1997/1998 con altre note sitcom Mediaset, Casa Vianello e Due per tre.
É stata riproposta a più riprese dal canale satellitare Happy Channel, sui canali digitali Mediaset Extra, Iris e nel palinsesto notturno di Rete 4.

## Episodi[2]
La serie è composta da un totale di quaranta episodi dal costo compreso tra i 120 e i 140 milioni di lire ciascuno.
Sono andati in onda, come primo ciclo di trasmissione undici episodi dal 12 gennaio al 16 marzo 1997, mentre i restanti ventinove sono stati proposti a partire dal 7 settembre dello stesso anno.
| Nº | Titolo                         | Prima TV Italia |
| -- | ------------------------------ | --- |
| 1  | Tradimenti                     | 12 gennaio 1997 |
| 2  | Addio mondo crudele            | |
| 3  | 30 secondi di gloria           | |
| 4  | Catene                         | |
| 5  | Apostrofo rosa                 | |
| 6  | Una cicogna di nome Giulia     | 2 febbraio 1997 |
| 7  | Poltrone roventi               | |
| 8  | Tutta colpa delle nuvole       | 23 febbraio 1997 |
| 9  | La dieta                       | 2 marzo 1997 |
| 10 | Lei, lui, gli altri            | 9 marzo 1997 |
| 11 | Guai a catena                  | 16 marzo 1997 |
| 12 | Do di petto                    | 7 settembre 1997 Trama: Gigi sta preparando un nuovo spot per della biancheria intima e, per studiare meglio il prodotto, porta a casa uno stock di reggiseni. Delia e Barozzi li trovano e cominciano a fantasticare sulla vita sessuale dell'uomo |
| 13 | Mattoni duri                   | 14 settembre 1997 |
| 14 | Tutti in scena                 | 21 settembre 1997 |
| 15 | La pernacchia                  | 28 settembre 1997 |
| 16 | Matti da legare                | 5 ottobre 1997 |
| 17 | Scherzi del destino            | 12 ottobre 1997 |
| 18 | Mal d'Africa                   | 19 ottobre 1997 |
| 19 | Una più del diavolo            | 26 ottobre 1997 |
| 20 | E per tetto un cielo di stelle | 9 novembre 1997 |
| 21 | Incubo                         | 30 novembre 1997 |
| 22 | Nove zeri                      | 7 dicembre 1997 |
| 23 | Bugiardi                       | 14 dicembre 1997 |
| 24 | Gli sposi promessi             | |
| 25 | Sulla cresta dell'onda         | |
| 26 | È arrivato Babbo Natale        | 21 dicembre 1997 |
| 27 | La pietra dello scandalo       | |
| 28 | Il vicino di casa              | |
| 29 | La buona forchetta             | |
| 30 | Fratelli di sangue             | |
| 31 | L'eredità dello zio            | |
| 32 | Felici e perdenti              | 4 gennaio 1998 |
| 33 | Per un pugno di voti           | 11 gennaio 1998 |
| 34 | Una colf per Delia             | |
| 35 | Angeli custodi                 | |
| 36 | Abbaiare stanca                | |
| 37 | La donna ideale                | |
| 38 | Vietato ai maggiori            | |
| 39 | Due cuori e una palestra       | |
| 40 | Il grande passo                | |

## Curiosità
- Nell'episodio "Catene" partecipano Julie Bose (nei panni della nuova fiamma di Gigi, Ursula) e Andrea Garinei, figlio di Enzo, nel ruolo di Marco, un amico di Gigi.
- Nell'episodio "Do di petto" partecipa Sabina Lamprecht nei panni di Andrea, la nuova amichetta tedesca di Gigi.
- Nell'episodio "Tutti in scena" partecipa Antonio Inzadi nei panni del Dottor Ponzoni, il capo di Elena.
- Nell'episodio "La pernacchia" partecipa Maria Cristina Heller nei panni della direttrice di Paolino.
- Nell'episodio "Matti da legare" partecipano Gianlorenzo Brambilla e Claudio Lobbia nei panni dei due matti e Nicola De Buono (accreditato come Nicola Del Buono) nei panni del direttore di Gigi.
- Nell'episodio "Mal d'Africa" partecipano Kandis Davis nei panni Buschrà Yani Rams, la principessa del Mali e Isaac George, nei panni del fratello del sovrano maliano Buschrà.
- Nell'episodio "Una più del diavolo" partecipano Pia Biscotti, nei panni di Luana, Teresa Patrignani nei panni di Rebecca e Barbara Milion nei panni di Paola, tutte fidanzate di Gigi.